# (4798) Mercator
(4798) Mercator es un asteroide perteneciente al cinturón de asteroides, descubierto el 26 de septiembre de 1989 por Eric Walter Elst desde el Observatorio de La Silla, Chile.

## Designación y nombre
Designado provisionalmente como 1989 SU1. Fue nombrado Mercator en honor al cartógrafo flamenco Gerard Kremer conocido bajo la forma latinizada de su nombre "Gerardus Mercator". Tras conseguir su título de maestro en la Universidad de Lovaina en el año 1532, estudió matemáticas, geografía y astronomía convirtiéndose al mismo tiempo en un hábil grabador. Se estableció en esa ciudad como fabricante de instrumentos científicos y cartógrafo en el año 1537 donde su reputación como geógrafo más importante de su tiempo se hizo factible.

## Características orbitales
Mercator está situado a una distancia media del Sol de 2,197 ua, pudiendo alejarse hasta 2,438 ua y acercarse hasta 1,955 ua. Su excentricidad es 0,109 y la inclinación orbital 3,658 grados. Emplea 1189 días en completar una órbita alrededor del Sol.

## Características físicas
La magnitud absoluta de Mercator es 13,5. Tiene 5,018 km de diámetro y su albedo se estima en 0,306.